# サリーズ・ピジョンズ
「サリーズ・ピジョンズ」 (Sally's Piegons) は、シンディ・ローパーの楽曲。1993年にリリースしたアルバム『ハット・フル・オブ・スターズ』から第三弾シングルとしてリリースされた。

## 概要
「サリーズ・ピジョンズ」はシンディの友人が10代で妊娠と闇中絶ののちに亡くなったという実話から制作された。2022年にはアメリカ合衆国連邦政府最高裁の「ロー対ウェイド事件」判決撤回への抗議を込めた新しいバージョン「サリーズ・ピジョンズ (リダックス 2022)」をリリースした。

## トラックリスト
1. サリーズ・ピジョンズ
2. コールド
3. ライク・アイ・ユーズド・トゥ

### 再リリース（ドイツ）
1. サリーズ・ピジョンズ
2. フィールズ・ライク・クリスマス
3. サムワン・ライク・ミー

### リダックス 2022
| #  | タイトル                                   | 作詞 | 作曲・編曲 | 時間 |
| -- | ------------------------------------------ | ---- | ---------- | ---- |
| 1. | 「サリーズ・ピジョンズ (リダックス 2022)」 |      |            | 4:03 |